# OneChicago
OneChicago (OCX) war eine US-amerikanische, vollelektronische Terminbörse mit Hauptsitz in Chicago, Illinois. Die Börse bot rund 12.509 Single-Stock-Futures (SSF)-Produkte mit Namen wie IBM, Apple und Google an. Der gesamte Handel wurde über die Options Clearing Corporation (OCC) abgewickelt. Die OneChicago-Börse schloss im September 2020.
Die Börse befand sich im gemeinsamen Besitz der IB Exchange Group (IB), der CBOE Holdings und der CME Group. Es handelte sich um ein privates Unternehmen, das sowohl von der Securities and Exchange Commission (SEC) als auch von der Commodity Futures Trading Commission (CFT) reguliert wurde.

## Geschichte
Der Commodity Futures Modernization Act von 2000 legalisierte den Handel mit Single-Stock-Futures in den USA, und am 8. November 2002 nahmen zwei Börsen ihren Betrieb auf. OneChicago begann als Joint Venture der Chicago Board Options Exchange, der Chicago Mercantile Exchange und des Chicago Board of Trade. Die andere Börse, NQLX (im Besitz von Euronext LIFFE), schloss im Dezember 2004 und übertrug ihre verbleibenden Kontrakte an OneChicago. Im Jahr 2006 kaufte IB 40 % von OneChicago, wobei die Chicago Mercantile Exchange und die CBOE jeweils 24 % behielten und der Rest dem Chicago Board of Trade und dem Management von OneChicago gehörte. (Die Chicago Mercantile Exchange und das Chicago Board of Trade fusionierten 2007 zur CME Group.) Die OneChicago-Börse schloss im September 2020.